# Punta Mayor (BS-31)
El buque BS-31 Punta Mayor es un buque remolcador de manufactura española, utilizado actualmente por la Sociedad de Salvamento y Seguridad Marítima. Su distintivo de llamada es EGSP y su número IMO es 8305066.
Fue desarrollado en los astilleros, Astilleros de Pasaia en Pasajes (Guipúzcoa) y botado a la mar en el año 1984.
Está previsto en el Plan Nacional de Salvamento 2010-2018 que sea sustituido por un buque polivalente de 8000 CV de potencia, en torno a 90 toneladas de tiro y 60 m de eslora.
En 2012  junto con el Sar Mesana fue uno de los remolcadores usados para desencallar los dos cargueros (Celia y BSLE Sunrise) de la playa del Saler (Valencia)